# Panicum aciculare
Panicum aciculare är en gräsart som beskrevs av Nicaise Auguste Desvaux. Panicum aciculare ingår i släktet vipphirser, och familjen gräs. Inga underarter finns listade i Catalogue of Life.

## Bildgalleri

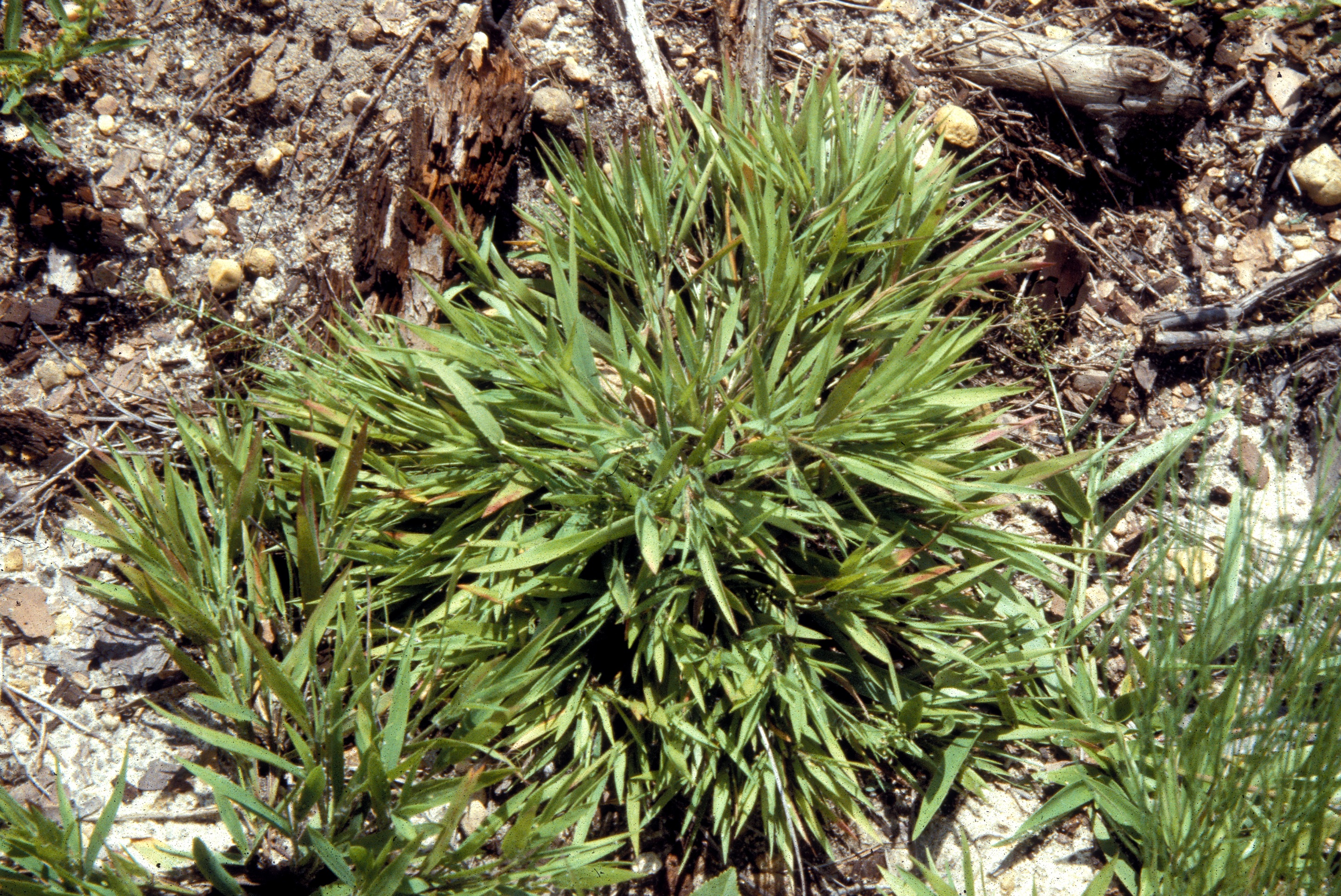